# Saint Joseph (Missouri)
 For alternative betydninger, se Saint Joseph. (Se også artikler, som begynder med Saint Joseph)
Saint Joseph, ofte forkortet St. Joseph, af lokalbefolkningen kaldet Saint Joe eller Joeville, er en by i delstaten Missouri i USA. Den ligger ved Missouri-floden, omkring 80 kilometer nord for Kansas City, og havde i 2003 et indbyggertal på 72 663.
Saint Joseph blev grundlagt af pelshandleren Joseph Robidoux, og fik bystatus i 1843. I begyndelsen var byen en hendelsesrig udpost på grænsen til Det Vilde Vesten på den anden side af floden, hvor man kunne handle forsyninger ind til rejsen videre vestover. Saint Joseph var den vestligste by hvor jernbanen gik, helt til efter den amerikanske borgerkrig.
Fra 3. april 1860 til slutningen af oktober 1861 var byen det østlige endepunkt for den berømte Ponniekspressen. Den 3. april 1882 blev bandit Jesse James dræbt i byen. Disse to hændelser har givet ophav til ordsproget «Where the Pony Express began and Jesse James ended» («Hvor Ponniekspressen startede og Jesse James endte»).

## Kendte personer fra Saint Joseph
- Eminem – rapper
- Walter Cronkite – journalist og nyhedsoplæser for CBS
- Jane Wyman – skuespiller
- Jim Webb – senator